# Paul Weingartner
Paul Weingartner (* 8. Juni 1931 in Innsbruck) ist ein österreichischer Philosoph und Wissenschaftstheoretiker.
Nach dem Studium der Primarstufe arbeitete er bis 1955 für drei Jahre als Volksschullehrer. Danach studierte er bis 1961 an der Universität Innsbruck Philosophie, Physik und Mathematik. Es folgte eine Tätigkeit als Postdoc bei Karl Popper in London und als Humboldt-Stipendiat bei Wolfgang Stegmüller in München. 
Er war Assistent in Salzburg und von 1970 bis zu seiner Emeritierung 1999 Professor für Philosophie an der Universität Salzburg. Ab 1972 war er Vorstand des Instituts für Wissenschaftstheorie des Internationalen Forschungszentrums Salzburg.
Die Maria-Curie-Skłodowska-Universität in Lublin ernannte ihn 1995 zum Ehrendoktor.

## Publikationen
- Wissenschaftstheorie I. Einführung in die Hauptprobleme. 1978
- Wissenschaftstheorie II,1. Grundlagenprobleme der Logik und Mathematik. 1976
- Formale Teleologie und Kausalität. Formal Teleology and Causality in Physics. 2004 (mit Michael Stöltzner)
- Die Sprache in den Wissenschaften. 1999
- Evolution als Schöpfung?. 2001
- Law and Prediction in the Light of Chaos Research. 1996 (mit Gerhard Schurz)
- Glaube und Vernunft. Interdisziplinäres Streitgespräch zur Enzyklika Fides et Ratio. (als Herausgeber)
- Grundfragen der Wissenschaften und ihre Wurzeln in der Metaphysik. 1967
- Gesetz und Vorhersage. 1996
- Wissen und Glauben. Knowledge and Belief. Akten des 26. Internationalen Wittgenstein-Symposiums 2003. (als Herausgeber, mit Winfried Löffler)
- Logisch-Philosophische Untersuchungen zu Werten und Normen. Werte und Normen in Wissenschaft und Forschung. 1996
- Logisch-Philosophische Untersuchungen zu philosophie-historischen Themen. Von Platon und Aristoteles zu Wittgenstein und Popper. 1996
- Koexistenz rivalisierender Paradigmen. 1998 (mit Gerhard Schurz)
- Deskription, Analytizität und Existenz. 1966
- Evil. Different kinds of evil in the light of a modern theodicy. 2003
- Das Problem des Übels in der Welt. Vom interdisziplinären Standpunkt. (als Herausgeber)